# FDKエナジー

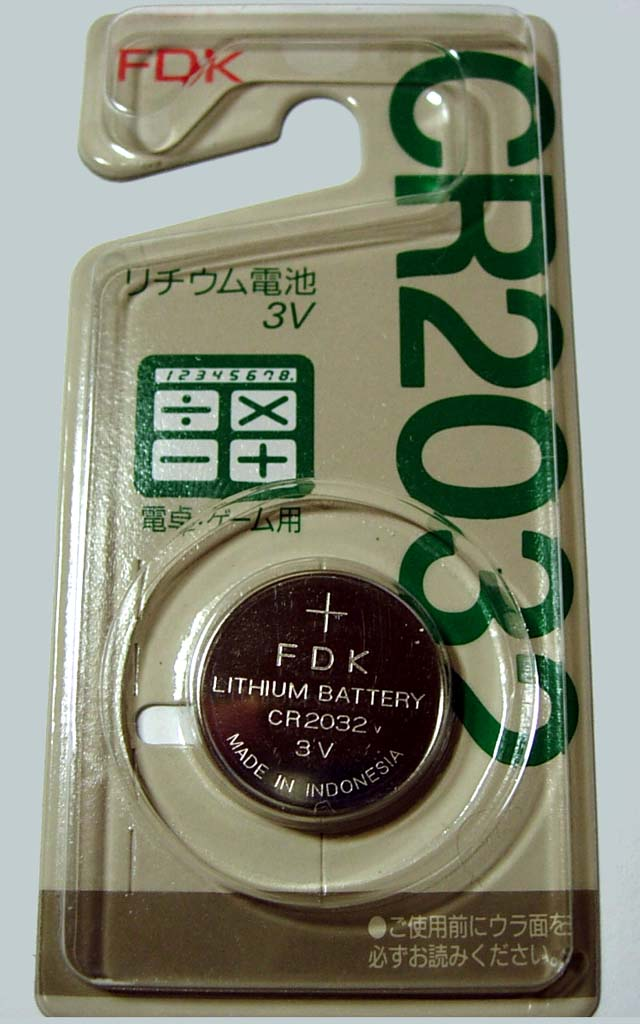
FDKブランドのCR2032型リチウム電池（インドネシア製）

FDKエナジー株式会社（エフディーケイエナジー、英: FDK ENERGY CO., LTD.）は、かつて存在した日本の企業。アルカリ乾電池、リチウム電池の製造等を行うFDK株式会社の子会社で、同じく子会社のPT FDK INDONESIAとともに、FDKグループとして乾電池を供給していた。供給先ブランドは富士通の他、ソニー、三菱電機、東芝など。

## 沿革
- 1950年（昭和25年） - 東京電気化学工業株式会社が設立され、乾電池を生産。
- 1953年（昭和28年） - 富士電機と資本提携。
- 1957年（昭和32年） - 乾電池を輸出。
- 1958年（昭和33年） - 富士電気化学株式会社に社名を変更。
- 1964年（昭和39年） - 富士通が10.2%の資本参加。
- 1965年（昭和40年） - 富士通の出資比率が43.3%となる。
- 1967年（昭和42年） - アルカリ乾電池の生産開始。
- 1972年（昭和47年） - 富士通の出資比率が50.5%となり、富士通の子会社化。
- 1978年（昭和53年） - 酸化銀電池を発売。
- 1984年（昭和59年） - 乾電池のブランドを「富士通乾電池」に変更。（それまでは「ノーベル乾電池」）
- 1991年（平成3年） - 無水銀マンガン乾電池を発売。
- 1992年（平成4年） - 無水銀アルカリ乾電池を発売。
- 2001年（平成13年） - FDK株式会社に社名を変更。
- 2002年（平成14年） - FDKが電池製造部門を分社化し、鷲津工場にFDKエナジー株式会社を設立。ソニーが資本参加[1]。
- 2003年（平成15年） - 三菱電機が資本参加[5]。
- 2008年（平成20年） - FDKが東芝電池より乾電池の生産設備を譲受、FDKエナジーの設備となる。
- 2017年（平成29年） - FDK株式会社がFDKエナジー株式会社を吸収合併[6]。